# Ve siècle en architecture
IVe siècle en architecture - Ve siècle - VIe siècle en architecture
Cet article concerne les événements concernant l'architecture qui se sont déroulés durant le Ve siècle.

## Événements

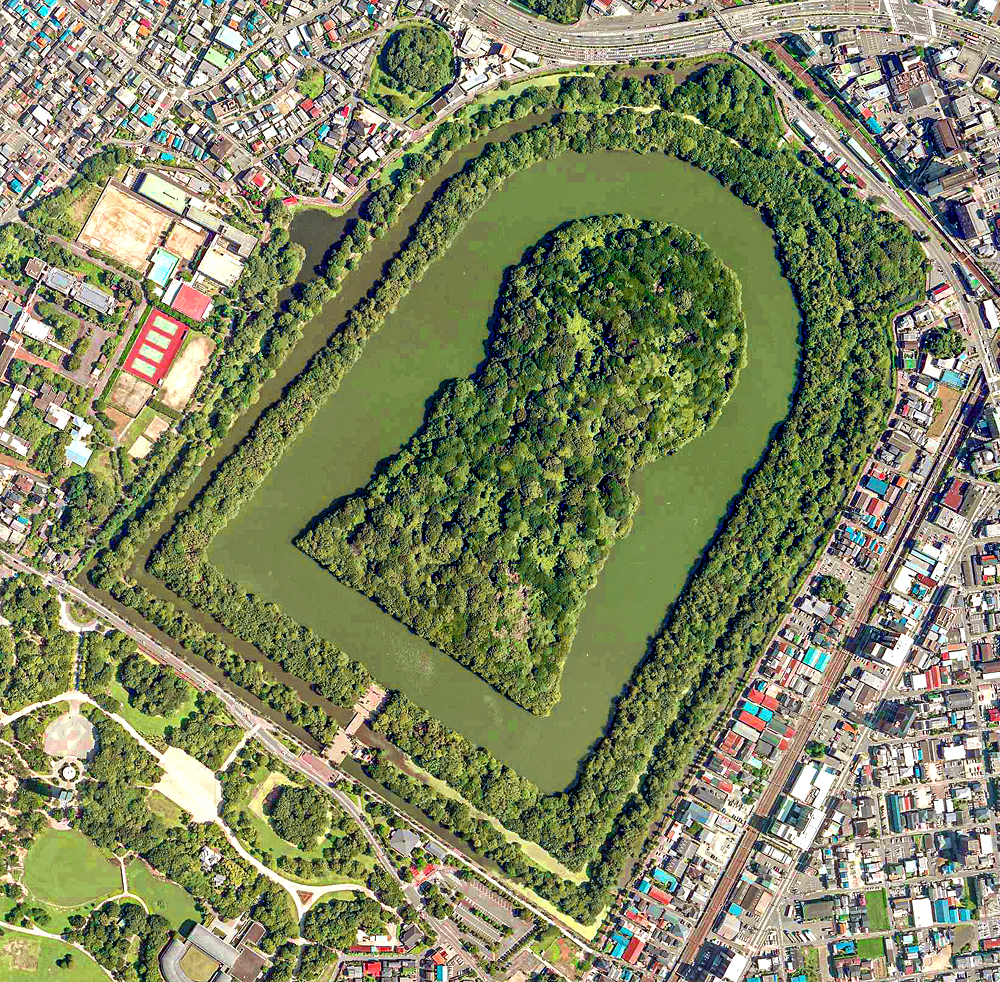
Kofun Daisenryō à Sakai.

- 399 : à sa mort, l’empereur du Japon Nintoku est enterré dans un tumulus, la plus grande tombe « en trou de serrure », le plus important tertre d'origine humaine (le kofun de Nintoku). Le Japon se couvre, au Kyūshū et au Honshū, de « tombes anciennes » (kofun) à tumuli, souvent pourvues, extérieurement, de figurines de terre cuite (haniwa)[1].
- Vers 400 : 
  - construction du Gymnase des Géants sur l'Agora d'Athènes[2].
  - baptistère des Orthodoxes à Ravenne[3].

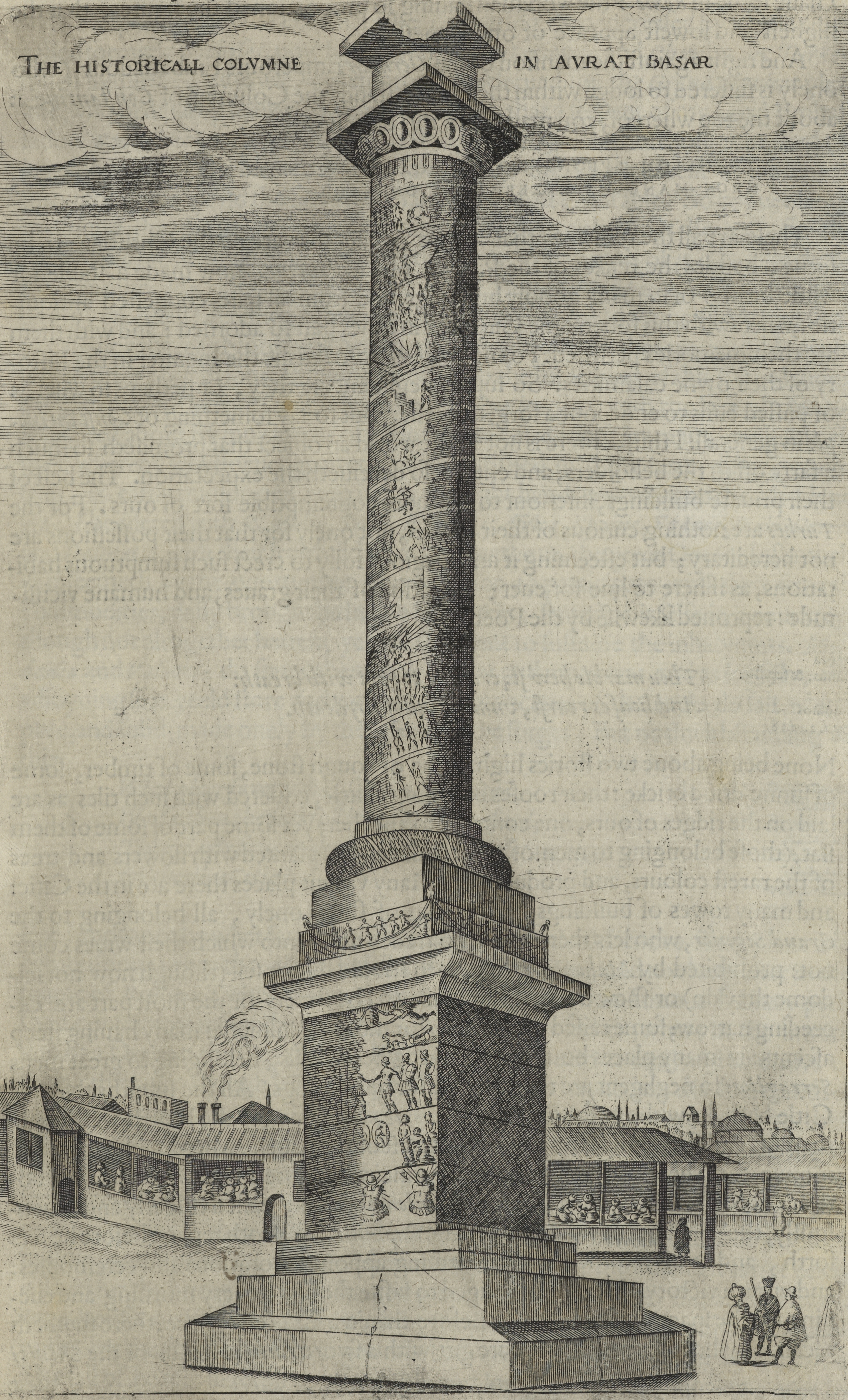
Colonne d'Arcadius, érigée pour commémorer la victoire sur les Goths de Gaïnas.

- 402-421 : érection de la Colonne d'Arcadius sur le Forum d'Arcadius à Constantinople pour commémorer la victoire sur les Goths de Gainas[4].
- 412 : construction de la basilique Saint-Démétrios à Thessalonique[2].La séparation d'Abraham et Loth, mosaïque de la nef de la basilique Sainte-Marie-Majeure.
- 422-432 :

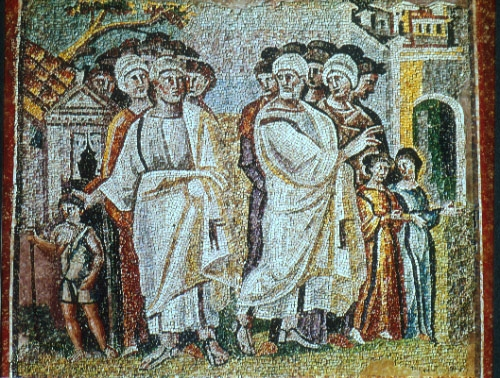
La séparation d'Abraham et Loth, mosaïque de la nef de la basilique Sainte-Marie-Majeure.

  - construction de l’église Sainte-Sabine de Rome[5].
  - construction de Sainte-Marie-Majeure à Rome (consacrée le 5 août 434)[6].
- 424 : construction de l’église Saint-Jean-l’Évangéliste (it) à Ravenne[7].
- Vers 435 : construction du baptistère octogonal de Saint Jean de Latran à Rome[2].
- 435-445 : construction du mausolée de Galla Placidia à Ravenne[8].
- Vers 442 : construction de l’église Saint-Pierre-aux-liens, fondée par l’impératrice Eudoxie à Rome[9].

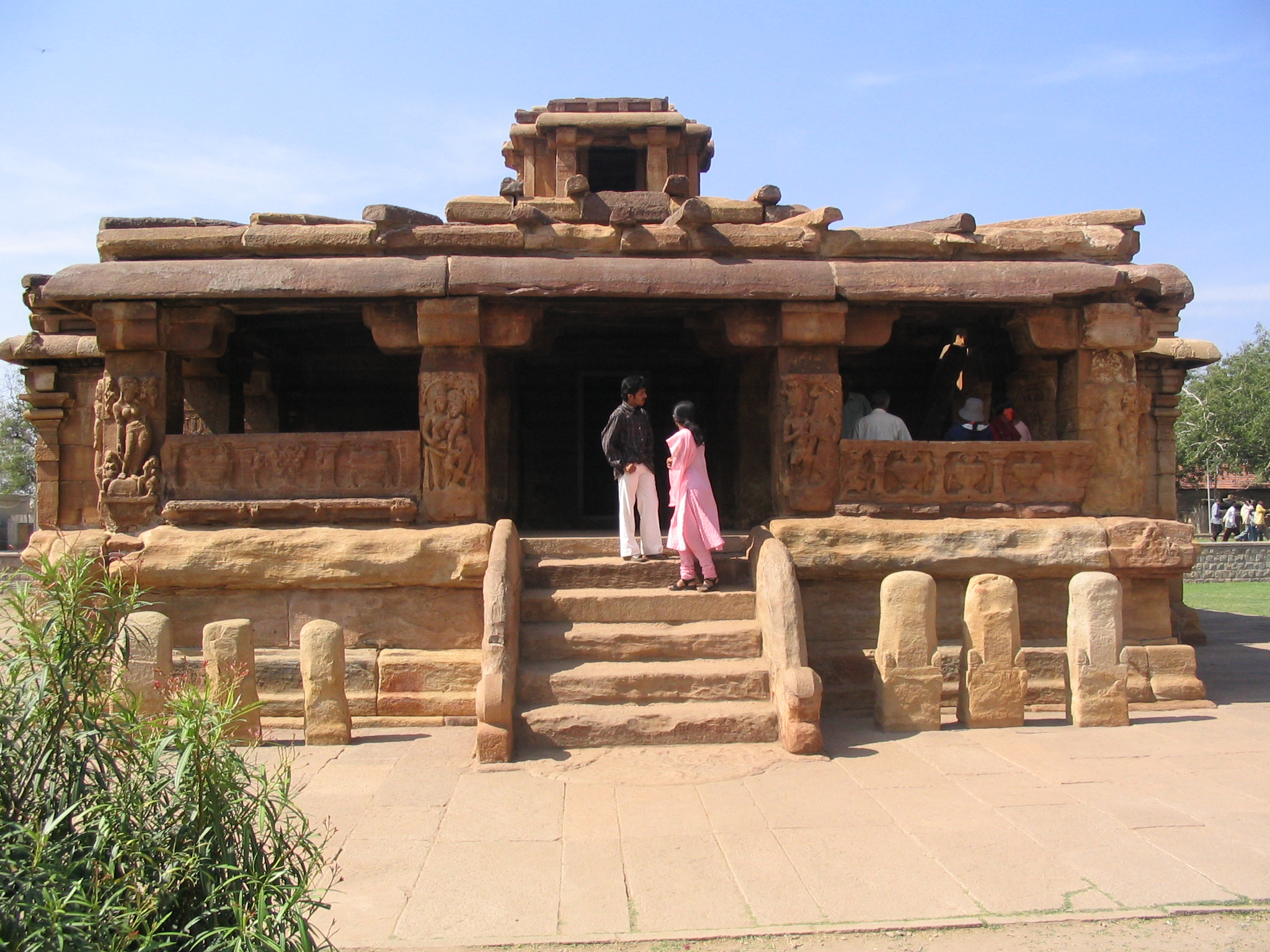
Temple Lad Khan à Aihole, v. 450.

- 450-650 : construction d'environ 130 temples à Aihole, dans le Karnataka, par les Chalukya[10].
- Vers 450 : église Sainte-Marie des Chalkopratéia à Constantinople ; église Saint Démétrios à Thessalonique[2].
- 463 : fondation du monastère du Stoudion à Constantinople[8].
- 469 : construction de la première cathédrale Saint-Jean à Lyon. Premiers vitraux connus[2].
- Vers 475-500 : naissance de la pagode chinoise bouddhique à partir des stûpas d’Asie centrale en forme de tours (évolution observée dans la décoration des grottes de Yungang)[11].

- Construction de l'église de La Daurade à Toulouse, édifice de forme décagonale, surmonté d'une coupole et décoré de mosaïques à fond doré représentant des scènes de l'Ancien et du Nouveau Testament, un des premiers sanctuaires dédiés au culte marial en Gaule[12]. L'édifice primitif rappelle les constructions de Rome, de Ravenne et d'Orient.